# Procurador general
El procurador general en diversos países de América Latina es un alto cargo del ministerio o departamento de Justicia que tiene atribuidas diversas competencias en relación con la defensa de los intereses públicos y la protección de los derechos de los ciudadanos.
El ámbito exacto de sus funciones varía de unos países a otros. En algunos casos es equivalente a la figura del fiscal general en España, pero en otros coexiste con un fiscal general y ejerce funciones más propias del defensor del pueblo o de un abogado del Estado. 
También se suele traducir como procurador general a la figura del solicitor general del Derecho anglosajón, que ejerce la defensa del Estado o del Gobierno de su país, como el procurador general de los Estados Unidos.